# O Herói e a Feiticeira
O Herói e a Feiticeira é um livro de Lia Neiva escrito e publicado em 2007. Seu enredo gira em torno da mitológica história de Jasão e Medeia, que têm suas vidas entrelaçadas para realizar a vingança da deusa Hera. A obra explora características como vingança, amor, ódio e traição.